# Jean-Luc Bennahmias
Jean-Luc Bennahmias, né le 2 décembre 1954 dans le 12e arrondissement de Paris, est un journaliste et homme politique français.
Il est membre du Conseil économique et social de 1999 à 2004 puis à nouveau depuis 2015.
Il est élu pour la première fois député européen en 2004, sous l'étiquette des Verts. En 2007, il rejoint le Mouvement démocrate (MoDem) de François Bayrou pour en devenir vice-président ; il reste néanmoins dans le groupe des Verts au Parlement européen jusqu'en 2009. À la tête de la liste du MoDem dans la circonscription Sud-Est, il est réélu député européen à l'issue des européennes de 2009.
Il quitte le MoDem en 2014 pour fonder son propre parti de centre-gauche, le Front démocrate. Candidat à la primaire de la gauche de 2017, il obtient 1 % des suffrages.

## Biographie

### Jeunesse et formation
Jean-Luc Bennahmias est fils d'un représentant de commerce, et frère cadet d'un pasteur. Il fréquente dans sa jeunesse les Éclaireurs unionistes de France. Lors du Bourdin Direct du 17 janvier 2017, il se déclare non croyant bien que très attaché à sa culture protestante[réf. souhaitée].
Après avoir quitté ses parents et rejoint une communauté libertaire, il connaît son premier engagement politique dans les rangs du Parti socialiste unifié (PSU), mais manifeste également avec la Ligue communiste, et connaît un passage aux Comités communistes pour l'autogestion. Il participe aussi aux rassemblements de l'appel du 18 joint pour la légalisation du cannabis. Lors des élections législatives de 1981, il se porte candidat pour les CCA dans la cinquième circonscription du Val-de-Marne, où il arrive en avant-dernière position avec 0% des voix (quatre suffrages).
À l'époque[Laquelle ?], il porte une boucle d'oreille comme « marque identitaire ». Il obtient un BTS technico-commercial en 1976 et un diplôme universitaire de formation pour adultes (DUFA) en 1984.
Militant à Information pour les droits du soldat après la mobilisation contre la loi Debré de 1973, il est journaliste à Antirouille, La Gueule ouverte et Tumulte de 1975 à 1980, puis à Paris-Villages, Télé 7 jours, La Vie et L'Événement du jeudi de 1980 à 1990, enfin à Verts-Europe de 1990 à 1994. Il intervient dans l'émission Europe sports sur Europe 1 en 2002.
Il est aussi chargé de cours en communication aux universités Paris-VII et Paris-VIII de 1988 à 1996.

### Membre des Verts
Il adhère aux Verts en 1984, l'année qui suit sa fondation, et soutient le premier courant qui demande la possibilité d'alliance avec la gauche, Verts pluriel, avec Dominique Voynet, qui finit par mettre en minorité la ligne « ni-gauche-ni droite » d'Antoine Waechter, puis négocie l'arrivée de Noël Mamère dans son parti.
En 1994, il devient administrateur du Réseau Voltaire fondé par Thierry Meyssan, dont il se distanciera en 2002 après ses déclarations complotistes,.
Secrétaire national des Verts de 1997 à 2001, il est aussi coordinateur du Comité national de vigilance contre l'extrême droite depuis 1998 et membre du Conseil économique et social de 1999 à 2004 (puis à nouveau depuis 2015).
En 1998, il participe au lancement de la fondation Copernic.
En 2002, il est en dernière minute candidat des Verts soutenu par le PS à Marseille, où il obtient 19 % face à Renaud Muselier (RPR), sur proposition de Christophe Madrolle (Vert). Celui-ci l'aidera à s'implanter dans les Bouches-du-Rhône, deviendra son attaché parlementaire en 2004, et le suivra au MoDem.
La même année, il est condamné pour « provocation à l'usage de stupéfiants » et « cession de stupéfiants », pour ne pas avoir empêché la consommation de substances illicites lors de l'université d'été des Verts de 1999 à Lorient ainsi que la vente d'ouvrages faisant l'apologie de l'usage de stupéfiants ; jugé non coupable en appel, il voit néanmoins cette relaxe annulée par la Cour de cassation le 22 juin 2004 sur requête du procureur général. Il est finalement condamné par la cour d'appel de Paris à 1 500 euros d'amende.
Il est élu député européen le 13 juin 2004 au Parlement européen (liste l'Écologie, les Verts-Parti Vert européen), après avoir été élu conseiller régional de Provence-Alpes-Côte d'Azur.
Il s'était prononcé dès l'été 2006, en faveur du soutien des Verts à une candidature de Nicolas Hulot à l'élection présidentielle de 2007, estimant qu'il n'y avait pas d'espace politique pour la candidature des Verts. Il défendra ce point de vue lors de l'Assemblée générale de Bordeaux en septembre 2006 et lancera le 12 janvier 2007 avec Marie-Hélène Aubert et Marie-Anne Isler-Beguin un appel public pour que Dominique Voynet cède sa place à Nicolas Hulot,.

### Au MoDem
Après le scrutin, il annonce son départ pour le Mouvement démocrate de François Bayrou,. Il justifie cette décision par le score de la candidate des Verts au premier tour de l'élection présidentielle de 2007 qui « ramène [le parti] trente ans en arrière ». Il ajoute ne plus « croire à la structure du parti ». Il voit dans la création du Mouvement démocrate « le cassage des blocs et une façon de faire de la politique différemment, sur la base du compromis et d'une société réformiste ». C'est l'aboutissement d'une évolution politique qui l'avait mené de la radicalité écologiste au Mouvement démocrate, il avait déjà aux Journées d'été des Verts de Coutances en 2006 publié une tribune dans Libération où il demandait que les Verts alignent leur programme sur les opinions de leur électorat qu'il définissait comme démocrate et écologiste.
François Bayrou l'a nommé membre du bureau exécutif national provisoire.
Il continue néanmoins de siéger au sein du groupe des Verts au Parlement européen et au conseil régional Provence-Alpes-Côte d'Azur.
En 2008, il est tête de liste pour les élections municipales à Marseille (liste Démocrate et Écologiste soutenue par le Mouvement démocrate). Il obtient 7,75 % des voix dans le 4e secteur où il se présente contre Jean-Claude Gaudin (lui-même candidat dans les 6e et 8e arrondissements qui constituent ce secteur) et 5,54 % sur l'ensemble de la cité phocéenne. Au deuxième tour, il fusionne sa liste avec celle de Jean-Noël Guerini (PS). Ils emportent 47,75% des suffrages et échouent à emporter la mairie.
Il est nommé vice-président du Mouvement démocrate et élu coprésident du Mouvement démocrate Bouches-du-Rhône. Il est par ailleurs trésorier de l'Institut de Formation des Élus Démocrates (IFED).
En février 2009, il est désigné tête de liste du MoDem pour la circonscription Sud-Est (Rhône-Alpes, PACA, Corse) pour les élections européennes du 7 juin 2009. Il est le seul élu de cette liste, le MoDem n'obtenant que 7,37 % des voix.

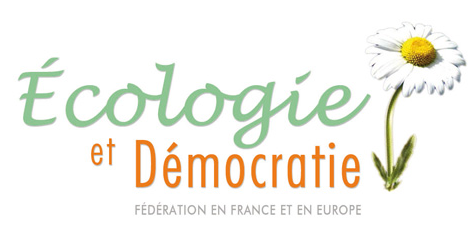
Logo de la fédération Écologie et démocratie

Le 14 février 2010, il lance la fédération Écologie et Démocratie en France et en Europe avec Yann Wehrling, et comme parrain et marraine, Francesco Rutelli et Marie-Hélène Aubert, afin de participer avec le Mouvement démocrate à la « construction d'une alternative politique, démocrate, écologiste et sociale ». Une « Charte des valeurs fondamentales » en 21 points prône notamment la diversification des ressources, l’abandon immédiat des centrales EPR, une gestion raisonnée des déchets ménagers, le développement du logement social respectant les critères Haute qualité environnementale (HQE), la redéfinition de la politique migratoire, axée sur le droit de circulation, le maintien des services de proximité et la redéfinition de la notion de « services publics », la réaffirmation de la laïcité, etc.
Entre les deux tours de l'élection présidentielle de 2012, il appelle à voter pour François Hollande.
En 2013, représentant de l'aile gauche du parti, il s'interroge sans s'opposer à une alliance avec l'UDI.

### Président du Front démocrate
En 2014, avec Christophe Madrolle, il apporte son soutien au candidat socialiste à la mairie de Marseille en se mettant en congé du parti de François Bayrou, désormais engagé dans une coalition de centre droit avec l'UDI. En juin de la même année, Jean-Luc Bennahmias rompt avec le MoDem en annonçant la création, en septembre, d'un nouveau parti de centre gauche, le Front démocrate. En septembre 2015, il participe à la création de l'Union des démocrates et des écologistes, un mouvement écologiste de centre-gauche comprenant le Front démocrate.
Il annonce en 2016 sa candidature à la primaire présidentielle socialiste de 2017. Il fait partie des sept candidats et participe notamment aux trois débats télévisés en janvier 2017. Au soir du premier tour, il termine dernier avec un peu plus d'1 % des voix exprimées.

### Affaire judiciaire
En 2017, son ex-assistant parlementaire indique auprès de la justice avoir bénéficié d'un emploi fictif auprès de Jean-Luc Bennahmias pour permettre au MoDem d’employer du personnel avec de l'argent public. Le 12 décembre 2019, Jean-Luc Bennahmias, élu au Parlement européen entre 2004 et 2014, est mis en examen pour détournement de fonds publics. Matthieu Lamarre, ancien employé du parti, affirme avoir été en partie rémunéré comme assistant du député européen, alors qu’il travaillait « uniquement pour le siège » parisien,.
Après six ans d’instruction, le procès s'ouvre le 16 octobre 2023, devant les juges de la 11e chambre du tribunal correctionnel de Paris, pour « complicité » ou « recel de détournement de fonds publics ». Outre Jean-Luc Bennahmias, sont concernés en tant que personnes morales, le MoDem et son prédécesseur, l’Union pour la démocratie française. Mais aussi François Bayrou, Michel Mercier, Janelly Fourtou et trois cadres du parti ,.
Il est condamné à douze mois d’emprisonnement avec sursis, 30 000 euros d’amende et deux ans d’inéligibilité avec sursis.

## Détail des mandats et fonctions

### Au niveau local
- 1992 - 1996 : conseiller régional d'Île-de-France
- 2004 - décembre 2009 : conseiller régional de Provence-Alpes-Côtes d'Azur
- depuis 2008 : conseiller d'arrondissement de Marseille (6-8) et conseiller communautaire de la communauté urbaine de Marseille

### Au Parlement européen
- 2004 - 2014 : député européen, élu dans la circonscription Sud-Est

### Au niveau national
- 1999-2004 et depuis 2015 : membre du Conseil économique, social et environnemental
- 2007-2014 : vice-président du Mouvement démocrate
- depuis 2014 : président du Front démocrate

## Ouvrages
- Avec Agnès Roche, Des verts de toutes les couleurs : histoire et sociologie du mouvement écolo., Paris, Albin Michel, 1992, 209 p. (ISBN 2-226-05659-9, BNF 36208429).
- Résolument démocrate et toujours écologiste ! : l'écoute particulière, Gap, Yves Michel, coll. « Société civile », 2011, 142 p. (ISBN 978-2-913492-93-6, BNF 42499650).
- Le Nouvel Optimisme de la volonté : répondre à la multi-crise, Paris, François Bourin, coll. « Thermos », 2014, 171 p. (ISBN 979-10-252-0040-7, BNF 44201245).
- Un président devrait dire ça..., Saint-Ouen, Le Net, 2016, 90 p. (ISBN 978-2-312-04893-2, BNF 45185839).
- Les paradoxes de Monsieur Hulot, Paris, Archipel, 29 août 2018, 272 p. (ISBN 978-2-8098-2484-1).